# Quilles de Minez Bibon
Le jeu de quilles de Minez Bibon sont un jeu de quilles pratiqué dans le quartier de Minez Bibon dans la commune de Guiscriff, dans le Morbihan, en Bretagne.
Les quilles de Minez Bibon est inscrit à l’Inventaire du patrimoine culturel immatériel en France.

## Historique
Ce jeu de quille est unique, il fut fabriqué vers 1980 par un artisan de Guiscriff, le charpentier Jop Guillerme. À partir de cette date, il fut pratiqué lors de fêtes locales et notamment lors de la fête du quartier de Minez Bibon. A l’arrêt de cette fête cependant, dans les années 2000,  le jeu ne fut plus pratiqué qu’occasionnellement dans d’autres fêtes, et c’est encore le cas aujourd’hui. 
Le jeu a la particularité d’avoir une piste de lancement de la boule totalement en bois, ce qui permet au jeu d’être utilisé sur tous les terrains. Les boules furent fabriquées en bois de pommier, et les quilles en bois de houx. 

## Description
Une partie se déroule en trois lancers par joueur. La boule doit  à chaque lancer atterrir entre la première ligne à 20 centimètres du joueur et la seconde à 1,45 mètre de la première. Les quilles sont au nombre de 10 et sont disposées en triangle, au bout de la piste en bois. Elles font 35 centimètres de hauteur. Le joueur doit renverser un maximum de quilles, chacune valant 1 point, pour se rapprocher des 30 points possibles par partie. À chaque lancer les quilles sont relevées. 